# آندی
آندی (به روسی: Анди) دهکده‌ای است در شهرستان بتلیخ جمهوری داغستان روسیه.